# HD130335
HD130335 — хімічно пекулярна зоря спектрального класу
A2 й має видиму зоряну величину в смузі V приблизно  7,8.

## Пекулярний хімічний склад
Зоряна атмосфера HD130335 має підвищений вміст 
Si
.